# Malaysian Ladies Open
Het Malaysian Ladies Open Championship is een golftoernooi voor damesprofessionals. Het maakte in 2006 deel uit van de Ladies Asian Golf Tour. In Maleisië wordt ook een Ladies Amateur gespeeld.

## Maleisisch Ladies Open
Voor de heren wordt sinds 1962 het Maleisisch Open georganiseerd.

### Winnaars Ladies Open
| Jaar                                                                    | Baan                          | Winnaar                    | Score | Score | Info |
| ----------------------------------------------------------------------- | ----------------------------- | -------------------------- | ----- | ----- | --- |
| 1992                                                                    |                               | Alison Nicholas Karen Lunn |       |       | https://web.archive.org/web/20131226054428/http://www.ladieseuropeantour.com/player_profile.php?id=50333[] |
| Kosaido-Japan Airlines-EON-Glenmarie Malaysian Ladies Open Championship |                               |                            |       |       | |
| 1997                                                                    | Glenmarie Golf & Country Club |                            |       |       | |
| Kosaido DRB-HICOM Glenmarie Malaysian Ladies Open Championship          |                               |                            |       |       | |
| 1999                                                                    | Glenmarie Golf & Country Club |                            |       |       | |
|                                                                         |                               |                            |       |       | |
| 2006                                                                    | Eastwood Country Club Miri    | Eun-hee Ji                 | 214   | -2    | |
| 2009                                                                    | The Mines Resort & Golf Club  |                            |       |       | |
| 2010                                                                    | The Mines Resort & Golf Club  |                            |       |       | |
| 2011                                                                    | The Mines Resort & Golf Club  |                            |       |       | |

## Maleisisch Ladies Amateur
De Malaysian Ladies Golf Association (MALGA) werd op 15 maart 1983 opgericht. Het Malaysian Ladies Amateur Championship is een strokeplay kampioenschap. Het werd in 2013 voor de 30ste keer gespeeld. Het Maleisisch Amateur voor de heren werd dat jaar voor de 111de keer gespeeld.
Het toernooi is 'Open', hetgeen betekent dat iedereen kan proberen zich voor deelname te kwalificeren. Het toernooi levert punten op voor de wereldranglijst (WAGR). Deze punten zijn afhankelijk van de sterkte van het spelersveld.

### Winnaars Ladies Amateur
| Jaar | Baan                             | Winnaar             | Score | Score | WAGR | Info                             |
| ---- | -------------------------------- | ------------------- | ----- | ----- | ---- | -------------------------------- |
| 1984 |                                  |                     |       |       |      | eerste editie                    |
| 2009 |                                  |                     |       |       |      |                                  |
| 2010 | Damai Laut                       | Thidipa Suwannapura |       |       |      |                                  |
| 2011 | Melaka                           | Aretha Herng Pan    |       |       | 51   | , 11 nationaliteiten             |
| 2012 | Kuala Lumpur Golf & Country Club | Whitney Hillier     |       |       | 56   | , ze werd eind 2012 professional |
| 2013 | Kuala Lumpur Golf & Country Club | Kelly Tan           | 208   | -5    | 49   | Verslag                          |
| 2014 | Glenmarie Golf & Country Club    |                     |       |       |      |                                  |